# ДС-МТ
ДС-МТ (Днепропетровский спутник-МеТеорный) — тип космического аппарата научного назначения, разработанный в ОКБ-586 (ныне КБ «Южное»). Предназначался для исследования метеорных потоков, а также изучения воздействия метеорных частиц о поверхность космического аппарата. Дополнительной задачей аппарата стало фотометрическое измерение участков звёздного неба.

## Назначение
Задачами КА являлись:
- исследование метеорных потоков
- изучение влияния метеорных частиц на поверхность космических аппаратов
- обнаружение антивещества в метеорных потоках
- фотометрическое измерение участков звездного неба в ультрафиолетовой и видимой частях спектра.

Постановщиком экспериментов стали: Ленинградский физико-технический институт им. А. Ф. Иоффе, Крымская астрофизическая обсерватория АН СССР и Институт геохимии и аналитической химии АН СССР.

## Техническое описание
Космический аппарат по конструкции и составу служебных систем был аналогичен аппарату ДС-МГ. Дополнительно на передней части корпуса размещалась выносная панель, на которой располагались приборы и датчики регистрации соударений с метеорными частицами. Бортовой обеспечивающий комплекс в отличие от космического аппарата ДС-МГ был дополнительно укомплектован системой радиоконтроля орбиты «Рубин-1Д».
Научный комплект аппаратуры космического аппарата включал в себя:
- прибор для изучения взаимодействия метеорных частиц с поверхностью спутника БАС
- быстродействующий многоканальный амплитудный анализатор БМА
- блок бета-сцинтилляционных спектрометрических датчиков БСД
- комплекты пьезоэлектрических датчиков СМ-Ц2 и ИЭМ-ПЗМ
- усилители ИС-1094 и ИИС-1094А
- астрофотометр АФ-3

## История запусков
Запуски космических аппаратов ДС-МТ проводились в определённые дни года, а именно в период прохождения Землей метеорных потоков с тем, чтобы аппараты могли находиться в зоне их действия. Также стартовое окно специально рассчитывалось для получения требуемой ориентации плоскости орбиты к радианту метеорного потока.
Первый ДС-МТ погиб при, когда первая ступень ракеты-носителя взорвалась практически сразу после старта — на 4-й секунде. Обломки ракеты упали недалеко от стартового стола и пусковая площадка не получила повреждений. Второй ДС-МТ («Космос-31») также полностью не выполнил программу полёта — радиотелеметрическая аппаратура «Трал-МСД» отказала ещё на участке выведения спутника и научные данные, получаемые приборами, невозможно было сбросить на Землю. Только третий ДС-МТ, получивший наименование «Космос-51», полностью выполнил программу полёта. Также «Космос-51» стал первым КА, запущенным носителем 63С1 (8К63) со стартового комплекса № 86/1 из новой ШПУ типа 8П763П («Двина»).
| № | Обозначение | Дата запуска | Межд. обознач. | Ракета-носитель | Параметры орбиты                     | Параметры орбиты                     | Параметры орбиты                     | Сведён с орбиты/разрушен             |
| № | Обозначение | Дата запуска | Межд. обознач. | Ракета-носитель | Перигей, км                          | Апогей, км                           | Наклонение,°                         | Сведён с орбиты/разрушен             |
| - | ----------- | ------------ | -------------- | --------------- | ------------------------------------ | ------------------------------------ | ------------------------------------ | ------------------------------------ |
| 1 | Не получил  | 01.06.1963   | —              | 63С1            | Авария 1-й ступени РН на 4-й секунде | Авария 1-й ступени РН на 4-й секунде | Авария 1-й ступени РН на 4-й секунде | Авария 1-й ступени РН на 4-й секунде |
| 2 | Космос-31   | 06.06.1964   | 1964-028A      | 63С1            | 228,0                                | 508,0                                | 49,0                                 | 23.06.1964                           |
| 3 | Космос-51   | 10.12.1964   | 1964-080A      | 8К63            | 264,0                                | 554,0                                | 48,8                                 | 04.01.1965                           |

## Результаты исследований
Исследованы три метеорных потока (Геминиды, Урсиды и Квадрантиды], отмечено несколько случаев соударения космического аппарата с метеорными частицами. Также по результатам полученных измерений был сделан вывод о необходимости доработки аппаратуры и значительного улучшения их точностных характеристик.